# Rebbie Jackson
Maureen Reillette "Rebbie" Jackson, född 29 maj 1950 i Gary, Indiana, är en amerikansk sångerska.
Rebbie föddes som första barnet i den berömda syskonskaran Jackson. Hennes bröder Jackie, Tito, Jermaine, Marlon, Michael och Randy ingick i familjebanden The Jackson Five och The Jacksons på 60-, 70- och 80-talet, och hennes systrar La Toya och Janet är även de sångerskor/artister.
Hon var med i bakgrunden som sångerska i The Jackson Five och senare som bakgrundssångerska åt andra artister som till exempel Chaka Khan. 1984 påbörjade hon sin solokarriär då hon slog igenom med låten Centipede som hennes bror Michael skrev och producerade åt henne.

## Diskografi
- Centipede (1984)
- Reaction (1986)
- R U Tuff Enuff (1988)
- The Rebbie Jackson Collection (1996)
- Yours Faithfully (1998)